# Inauguration of the Pleasure Dome
Inauguration of the Pleasure Dome é um curta-metragem de Kenneth Anger. O filme tem 38 minutos e foi filmado em 1954. Kenneth Anger criou duas outras versões para este filme, uma em 1966 e outra no final dos anos 70.
De acordo com o próprio Kenneth Anger, a expressão "pleasure dome" (que aparece no título do filme) surgiu de um poema de Samuel Taylor Coleridge, chamado Kubla Khan. Kenneth Anger sentiu-se inspirado para fazer este filme, logo após aparecer em uma festa de Halloween, chamada de "Come as your Madness."
Durante os anos 60, 70 e 80, este filme – principalmente, a segunda e a terceira versão – foi, diversas vezes, exibido nas universidades e galerias de arte estadunidenses.
A trilha sonora da edição original é uma performance completa da Missa Glagolítica, do compositor tcheco Leoš Janáček (1854 – 1928). Em 1966, uma versão reeditada, conhecida como 'The Sacred Mushroom Edition' foi disponibilizada. No final dos anos 70, uma terceira revisão, basicamente 'The Sacred Mushroom Edition' reeditada para se ajustar ao álbum Eldorado, da Electric Light Orchestra, substituiu uma música de blues que Anger achou que não se encaixava no clima do filme.
As diferenças no visual da versão original de 1954 com as outras duas, são pequenas.
No elenco, o filme traz a autora Anaïs Nin, no papel de 'Astarte'; Marjorie Cameron, no papel de 'The Scarlet Woman'; o cineasta Curtis Harrington, e também o próprio Kenneth Anger, que interpreta a si mesmo.